# Русеній-Векі
Русеній-Векі (рум. Rusenii Vechi) — село у повіті Ясси в Румунії. Входить до складу комуни Холбока.
Село розташоване на відстані 328 км на північ від Бухареста, 7 км на схід від Ясс.

## Населення
За даними перепису населення 2002 року у селі проживали 552 особи, з них 551 особа (99,8%) румунів. Усі жителі села рідною мовою назвали румунську.